# Prolagus
Prolagus – rodzaj wymarłych ssaków łożyskowych z rodziny Prolagidae. Obejmuje kilka gatunków prehistorycznych. Tylko jeden z nich przetrwał do naszej ery – Prolagus sardus. Prolagus był jednym z najdłużej istniejących rodzajów ssaków – pierwsi przedstawiciele pojawili się w oligocenie, a ostatni dotrwali do holocenu. Największy zasięg występowania osiągnął na przełomie miocenu i pliocenu, później zaczął maleć. Szczątki gatunku Prolagus osmolskae odnaleziono w okolicach Raciszyna – jest to najbardziej na północ wysunięty obszar, na którym żyły zajęczaki z rodzaju Prolagus.

## Gatunki
- †Prolagus aeningensis
- †Prolagus aguilari
- †Prolagus apricenicus
- †Prolagus crusafonti
- †Prolagus fortis
- †Prolagus imperialis
- †Prolagus italicus
- †Prolagus major
- †Prolagus michauxi
- †Prolagus oeningensis
- †Prolagus osmolskae
- †Prolagus praevasconiensis
- †Prolagus sardus
- †Prolagus schnaitheimensis
- †Prolagus sorbinii
- †Prolagus tobieni
- †Prolagus vasconiensis